# Lili Boulanger
Lili Marie-Juliette Boulanger (ur. 21 sierpnia 1893 w Paryżu, zm. 15 marca 1918 w Mézy-sur-Seine) – kompozytorka francuska, siostra i uczennica Nadii Boulanger.

## Życiorys
Kształciła się w konserwatorium w Paryżu, gdzie jako pierwsza kobieta została laureatką Prix de Rome za kantatę Faust et Hélène (1913). Komponowała pieśni, utwory chóralne, psalmy; nie dokończyła pracy nad operą La princesse Maleine (do libretta Maurice’a Maeterlincka).
Jej imieniem nazwana została asteroida (1181) Lilith.